# رورینگ گپ (کارولینای شمالی)
رورینگ گپ (به انگلیسی: Roaring Gap) یک منطقهٔ مسکونی در ایالات متحده آمریکا است که در شهرستان الیگنی، کارولینای شمالی واقع شده‌است.